# Gallatin (Tennessee)
Gallatin település az Amerikai Egyesült Államok Tennessee államában, Sumner megyében, melynek megyeszékhelye is. Lakosainak száma 44 431 fő (2020. április 1.).

## Népesség
A település népességének változása:

| 2010 | 30 278 |
| 2020 | 44 431 |